# Kigelia africana

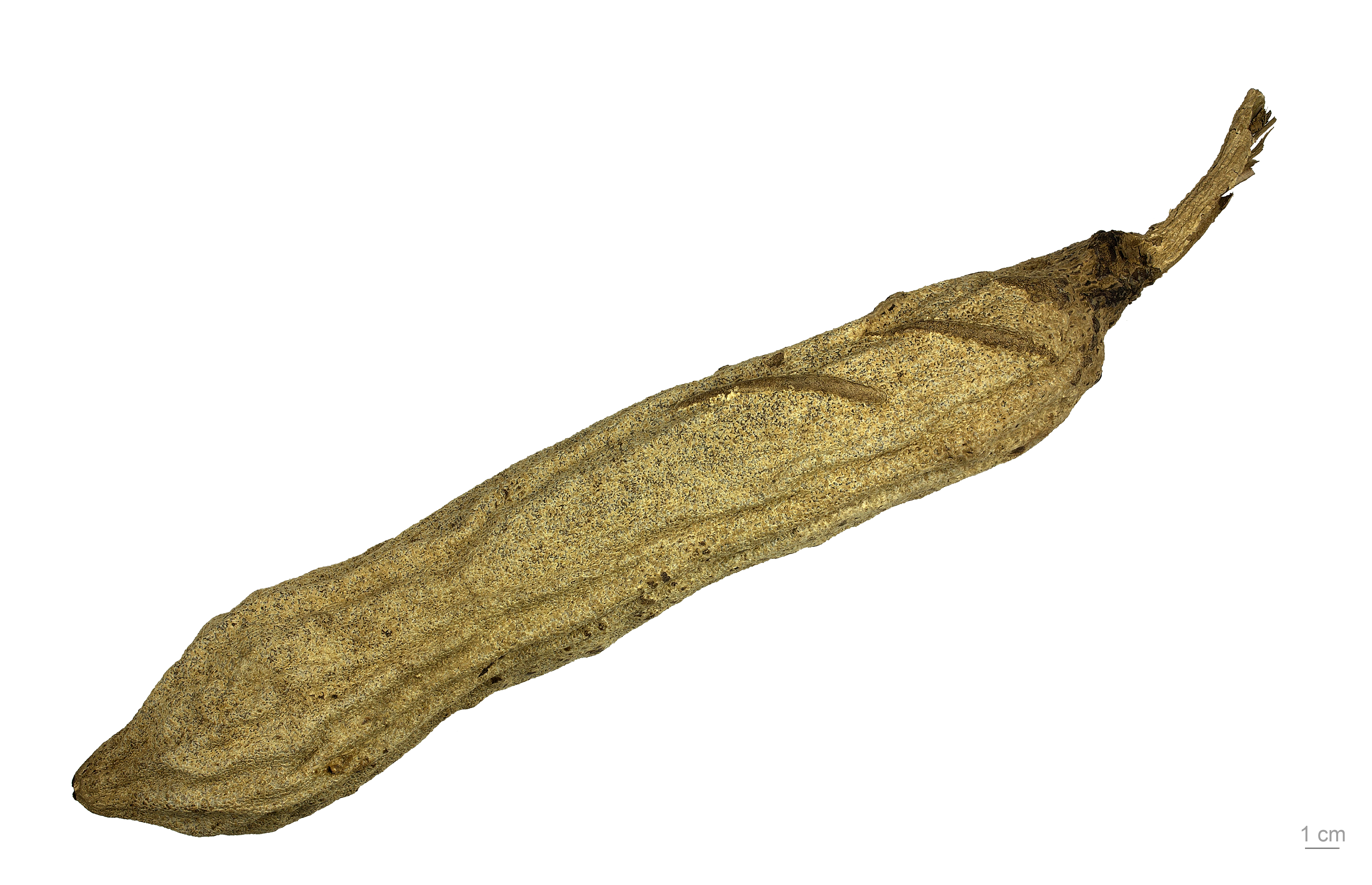
Kigelia africana"

Kigelia africana là một loài thực vật có hoa trong họ Chùm ớt. Loài này được (Lam.) Benth. mô tả khoa học đầu tiên năm 1849.

## Chú thích

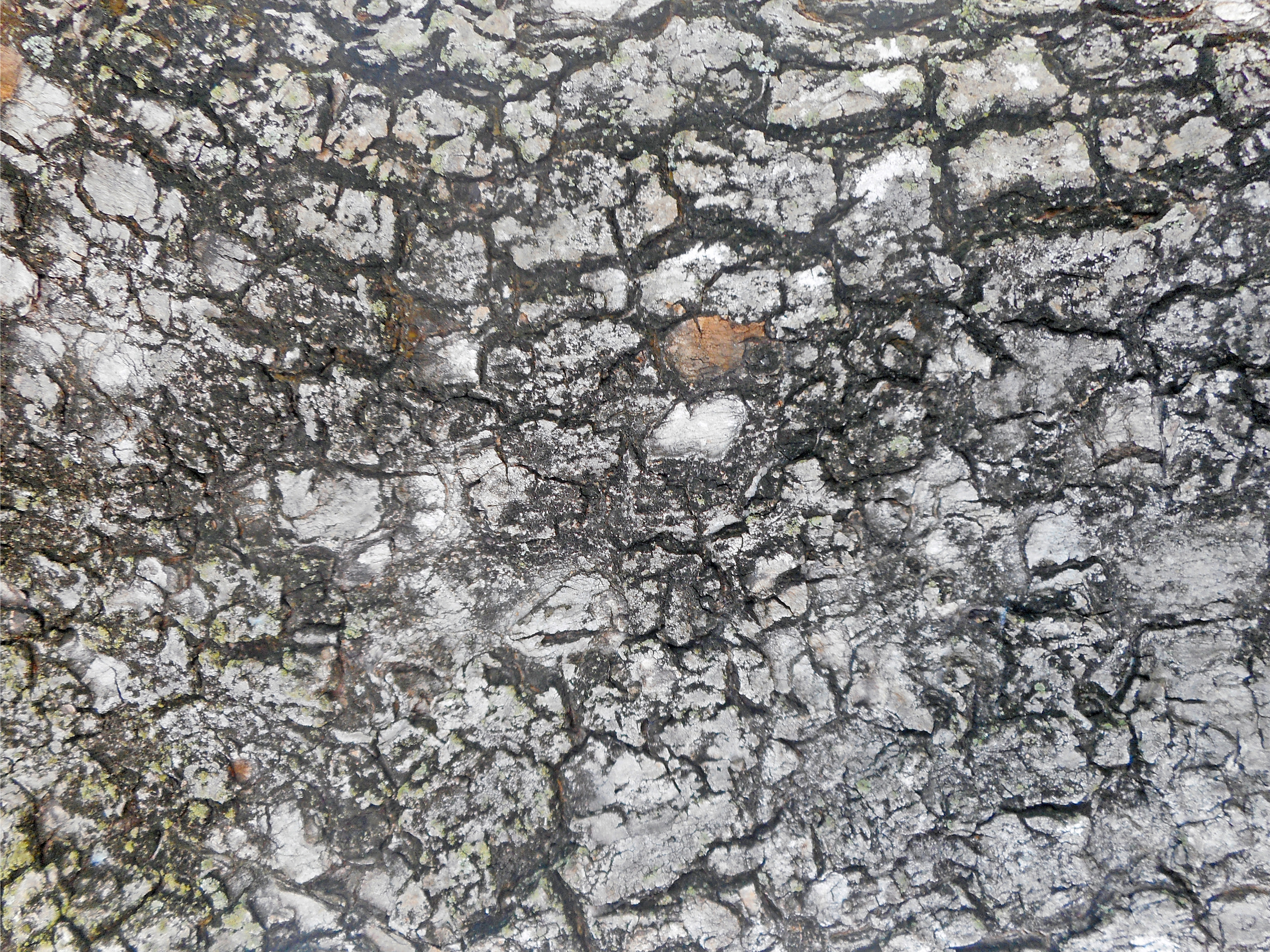
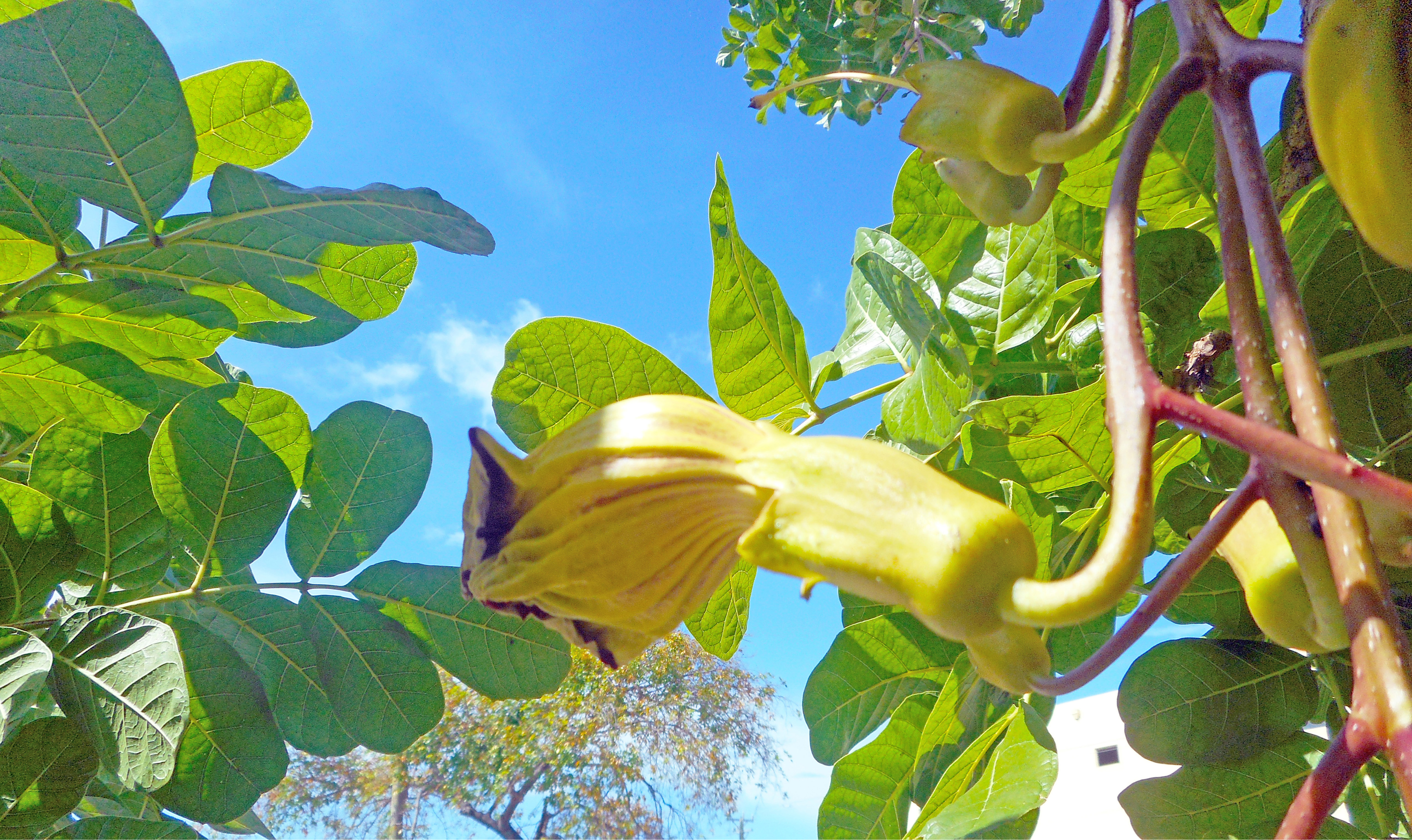
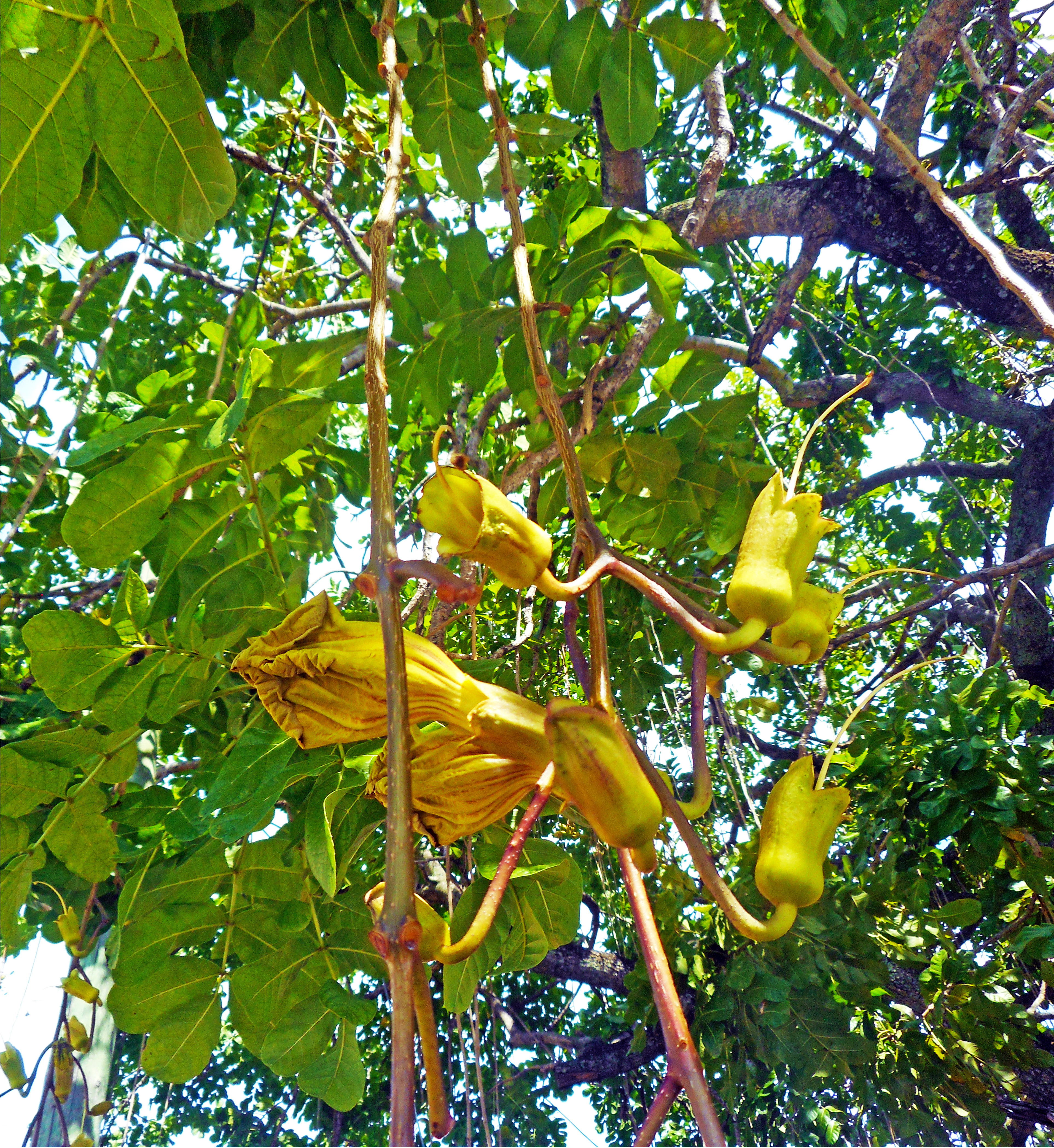
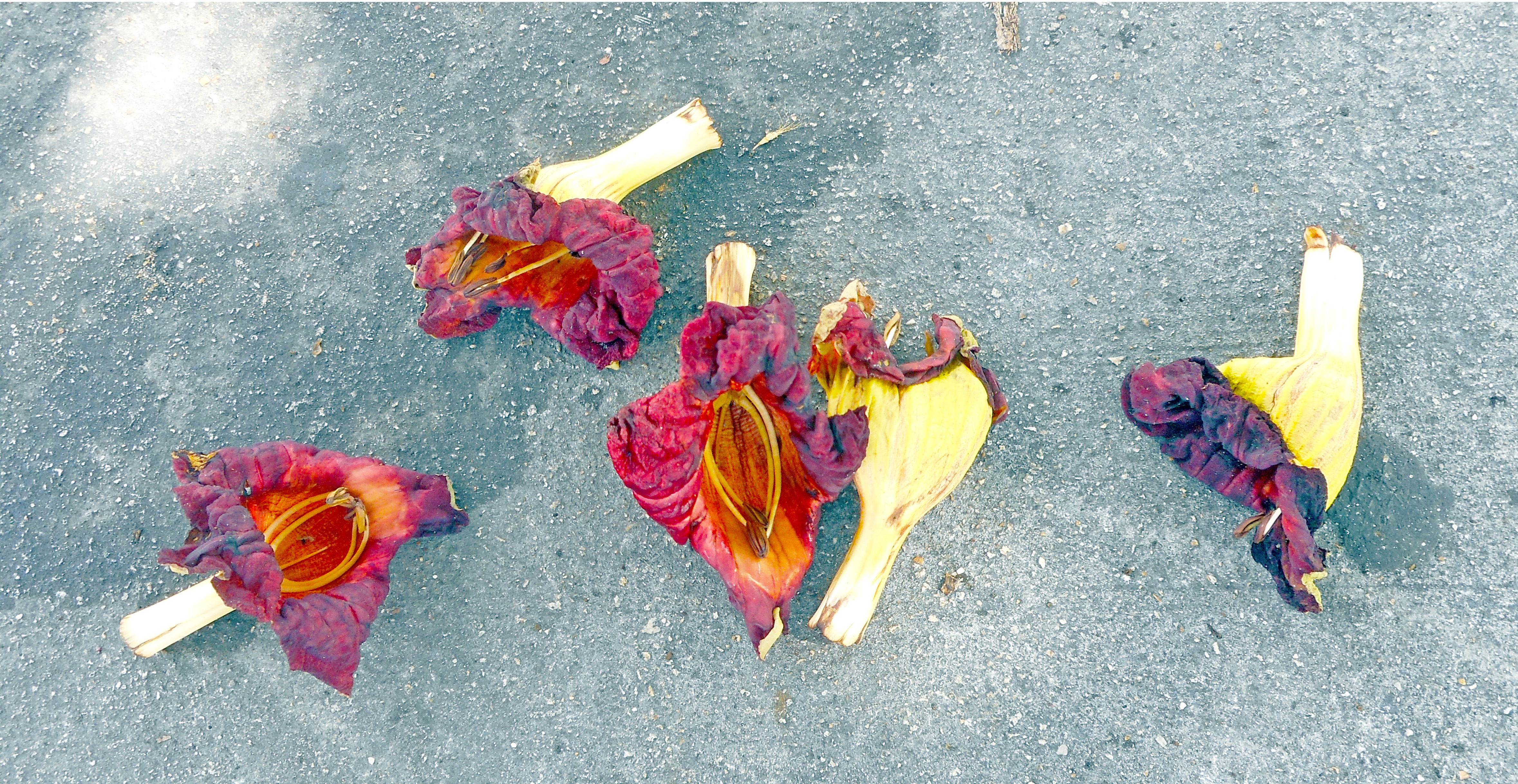
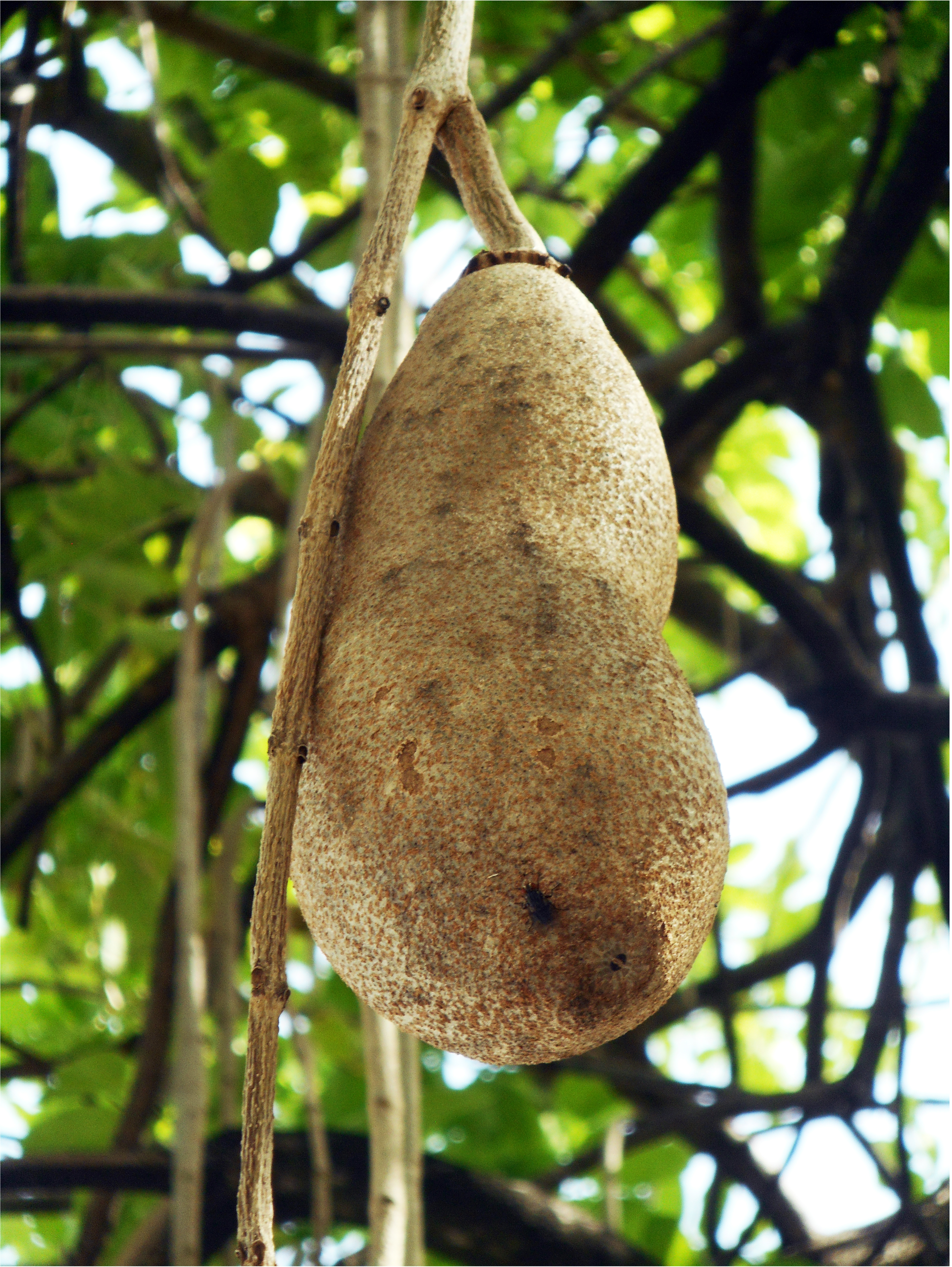
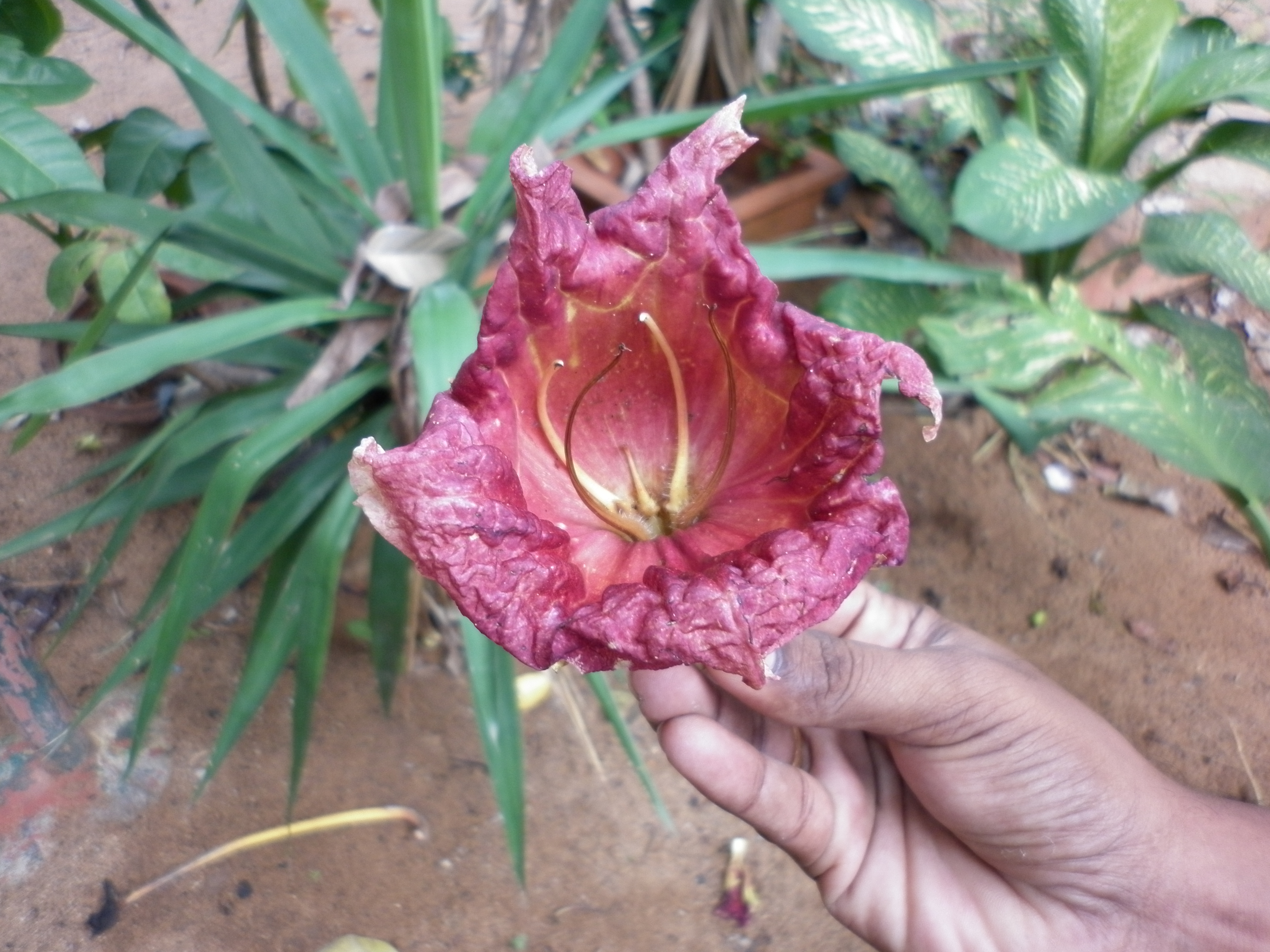
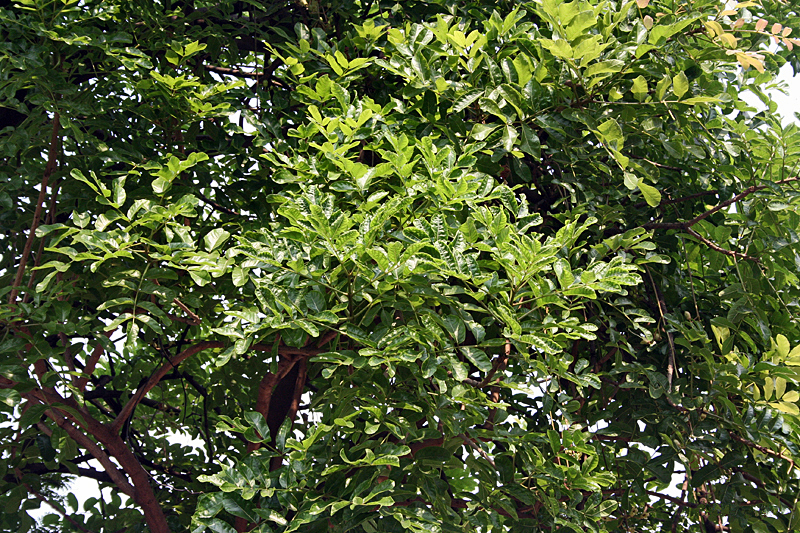
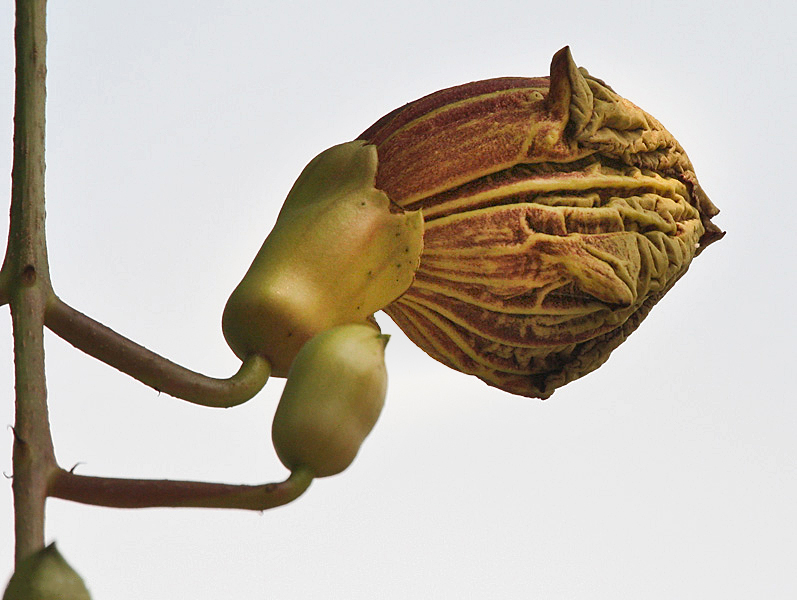
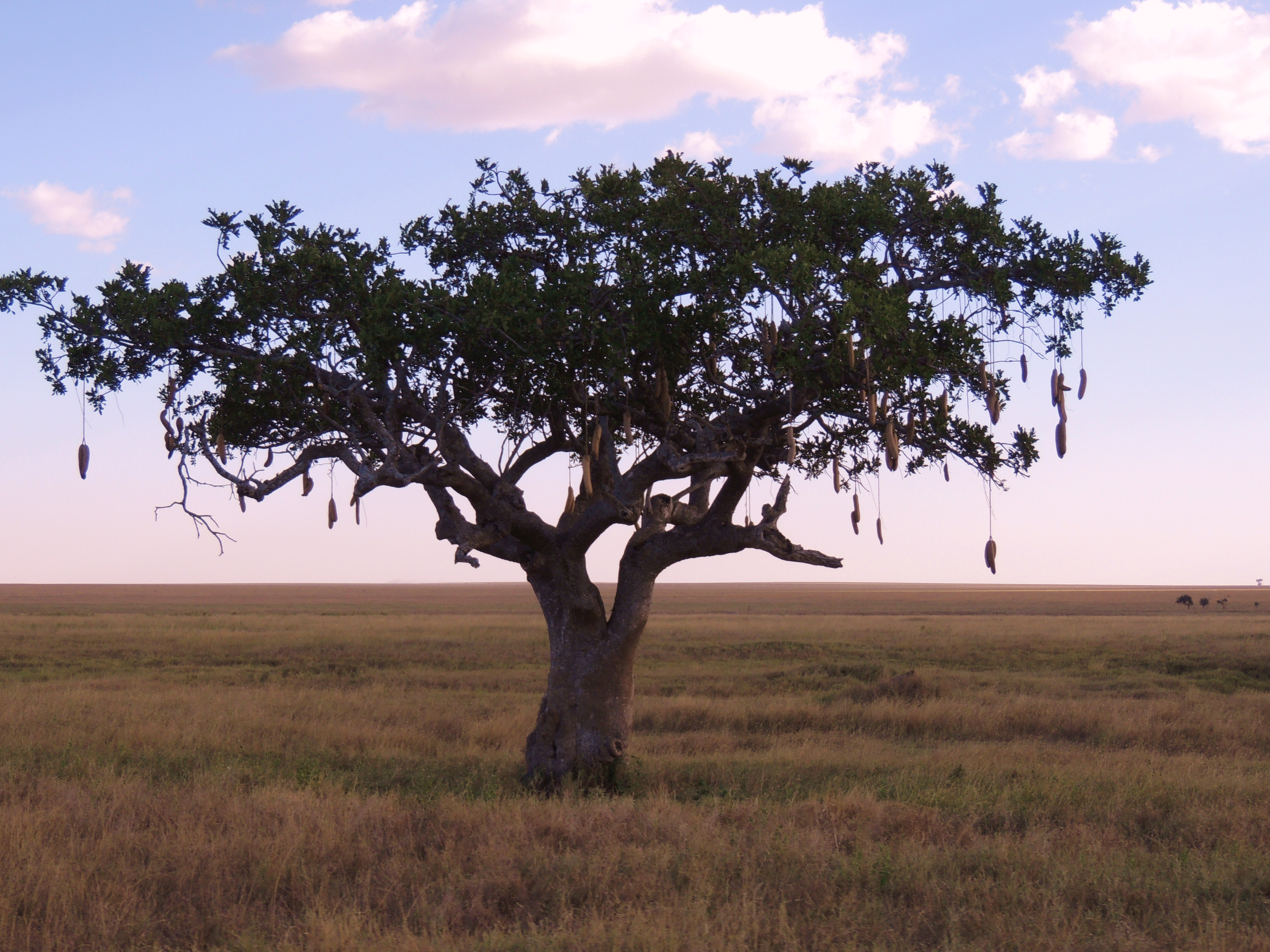
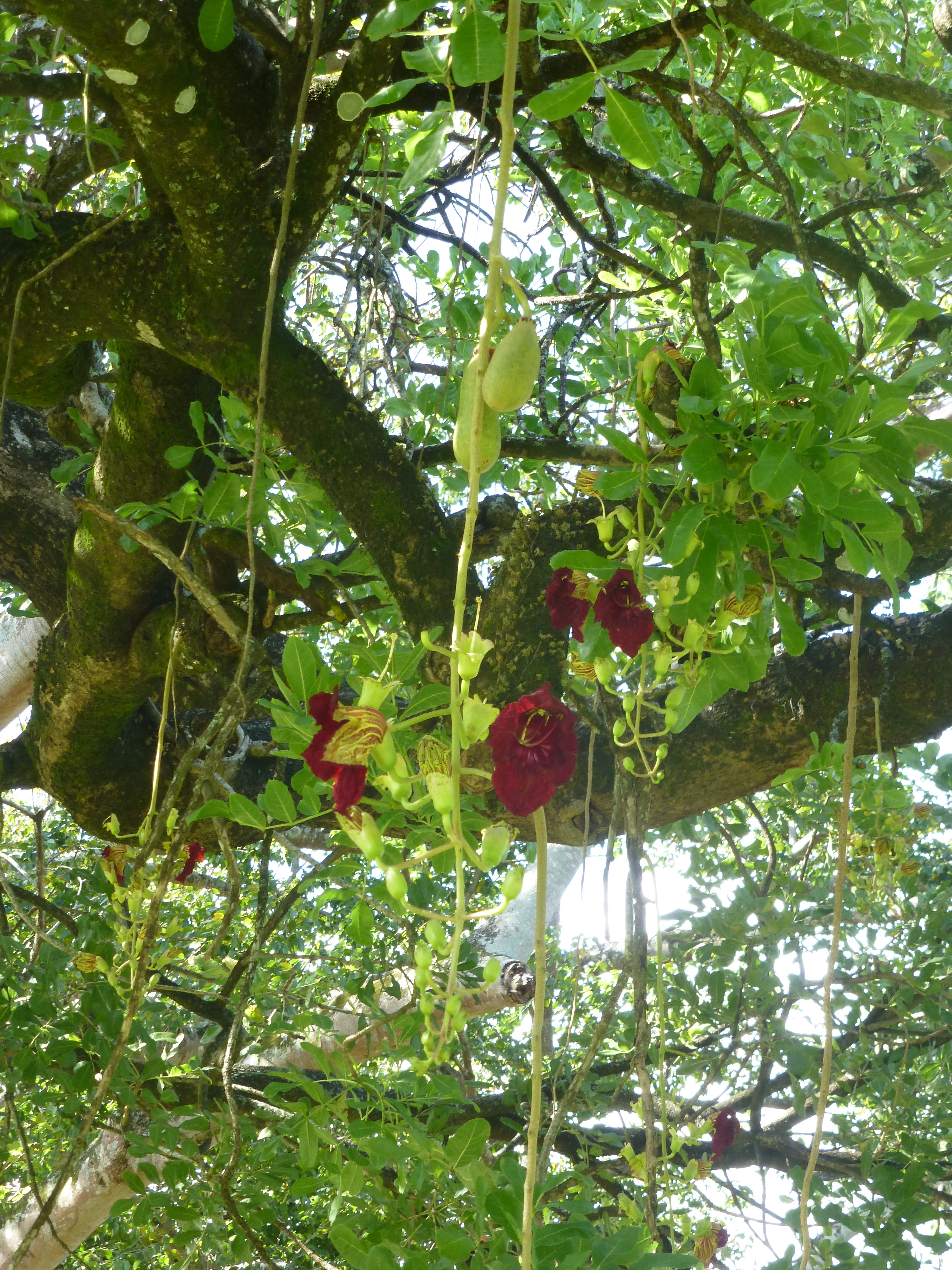
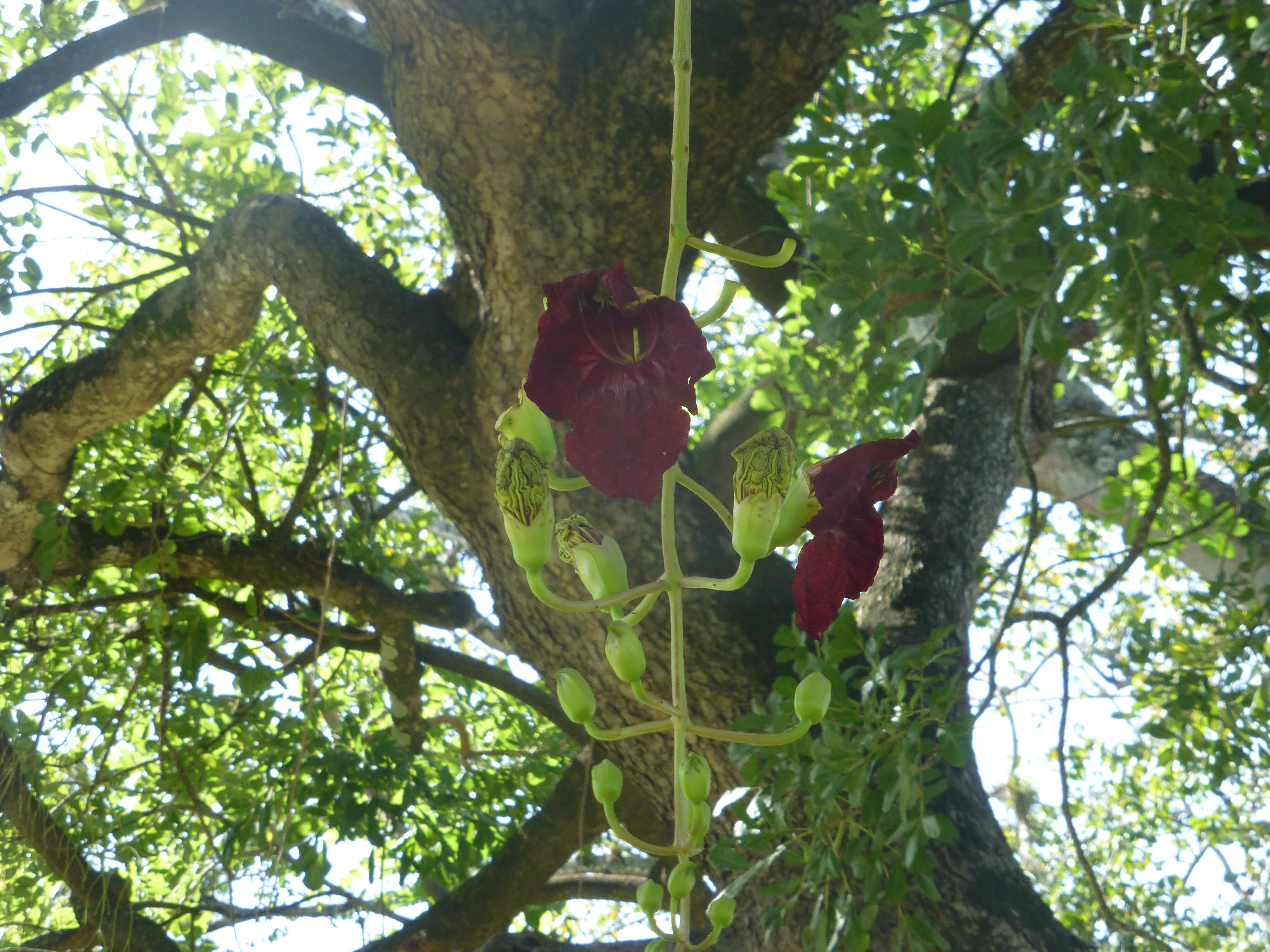
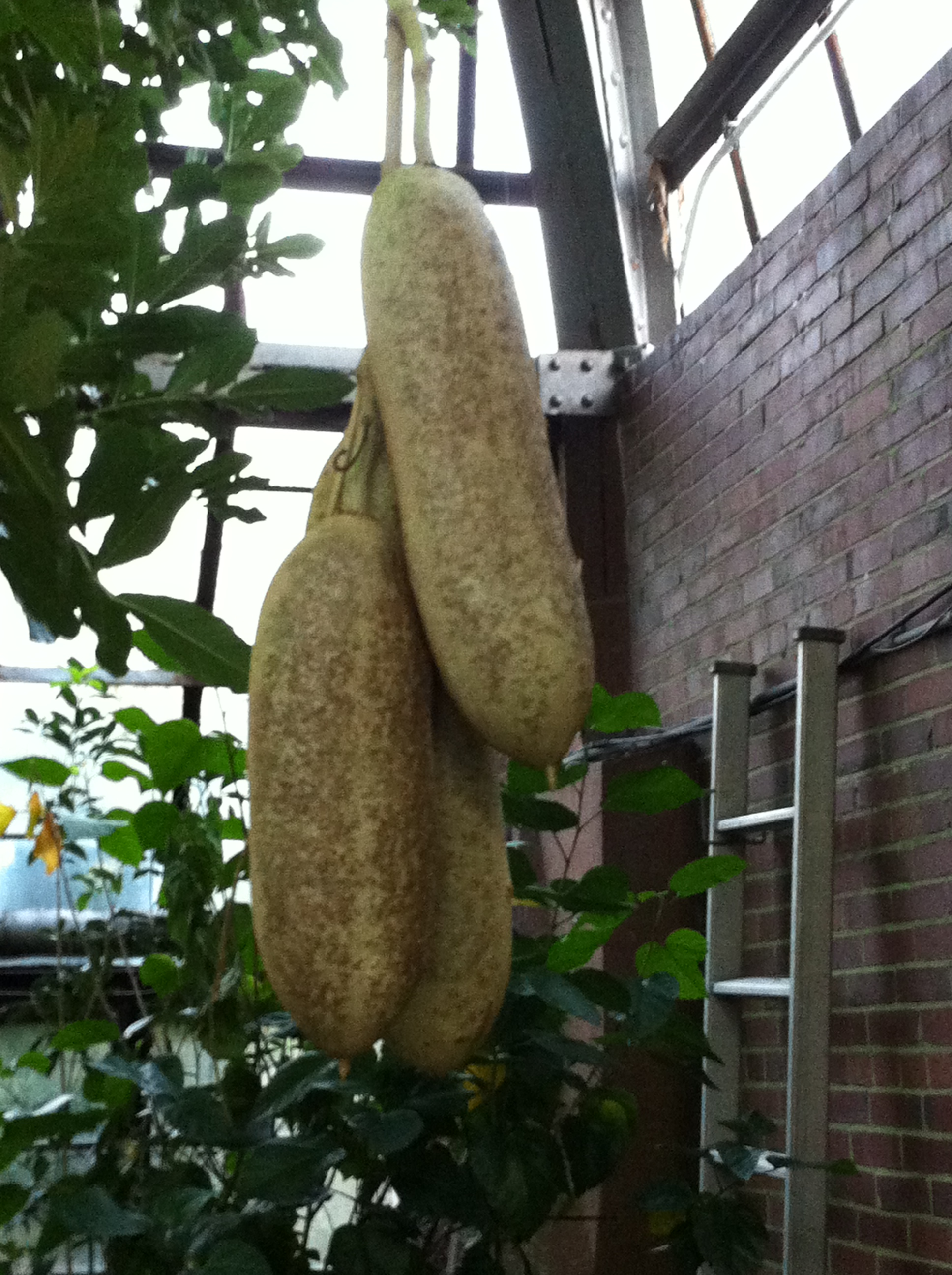